# Bahrainische Futsalnationalmannschaft
Die bahrainische Futsalnationalmannschaft (von „Futsal“, einer Variante des Hallenfußballs) ist eine repräsentative Auswahl bahrainischer Futsalspieler. Die Mannschaft vertritt den Bahrain Football Association den bahranischen Fußballverband  bei internationalen Begegnungen.

## Abschneiden bei Turnieren
Für Weltmeisterschaftsendrunden unter der Schirmherrschaft der FIFA qualifizierte sich die Nationalmannschaft  bisher noch nicht.